# Parasmittina californica
Parasmittina californica is een mosdiertjessoort uit de familie van de Smittinidae. De wetenschappelijke naam van de soort is voor het eerst geldig gepubliceerd in 1908 door Robertson.